# Le Mesnil-Garnier
Le Mesnil-Garnier é uma comuna francesa na região administrativa da Normandia, no departamento Mancha. Estende-se por uma área de 10,4 km². Em 2010 a comuna tinha 234 habitantes (densidade: 22,5 hab./km²).